# Stanisław Pieńkowski (pisarz)
Stanisław Pieńkowski (ur. 11 lutego 1872 w Siedlcach, zm. 18 września 1944 w Częstochowie) – krytyk literacki i teatralny, publicysta, poeta i tłumacz.

## Życiorys
Był synem Konstancji z Mańkowskich i Jana Franciszka h. Suchekomnaty (1843–1889), zawiadowcy stacji kolejowej w Siedlcach, urodzonego w Tarnawie w dawnym powiecie krasnostawskim. Uczył się początkowo w Rządowym Męskim Gimnazjum Klasycznym w Siedlcach, skąd został wyrzucony za działalność patriotyczną i przeniesiony dzięki interwencji ojca do niższej klasy w gimnazjum rządowym w Warszawie. Za współudział w studenckiej manifestacji, tzw. kilińszczyźnie, 17 kwietnia 1894 został aresztowany i uwięziony oraz zmuszony do opuszczenia zaboru rosyjskiego. Przeniósł się do Krakowa, wstąpił do studenckiej organizacji „Zjednoczenie” (założonej przez emigrantów z Królestwa Polskiego i zbliżonej do Związku Zagranicznego Socjalistów Polskich) i podjął współpracę z czasopismem „Życie” Stanisława Przybyszewskiego, gdzie opublikował kilkanaście wierszy. Prowadził działalność publicystyczną i literacką, współpracował z pismami „Głos”, „Ateneum”, „Książki”, „Krytyka” i „Nasz Kraj”.
Po 1898 przestał ogłaszać wiersze i – według własnej relacji pod wpływem sugestii Ludwika Brunera, od 1896 redaktora „Krytyki”, do której bez powodzenia nadsyłał propozycje eseistyczne – zainteresował się twórczością Friedricha Nietzschego. Ożenił się wówczas na Żmudzi z Marią Cumft, córką pastora, która znając język niemiecki przetłumaczyła dla niego dzieło Nietzschego Tako rzecze Zaratustra. Po dokonaniu własnej obróbki literackiej Pieńkowski opublikował fragmenty przekładu w prasie w latach 1898–1900, a następnie zebrał je w tomie pt. Tak mówił Zarathustra w 1901. Ignacy Matuszewski ocenił wydanie jako staranne, ale nie oddające walorów rytmicznych oryginału. Również w 1901 ukazało się tłumaczenie Ryszarda Wagnera w Bayreuth autorstwa Marii Cumft. Zgodnie z zamieszczoną w nim informacją Pieńkowski nabył od rodziny Nietzschego wyłączne prawa do przekładu wszystkich jego dzieł na język polski. Ostatecznie nie ogłosił drukiem ani całości przekładu Tako rzecze Zaratustra, co usprawiedliwiał trudnościami ze strony cenzury rosyjskiej, ani dalszych pism. Przyczynił się jednak do popularyzacji idei Nietzschego na gruncie polskim. 
Idee Nietzschego głosił następnie w tekstach publikowanych na łamach „Głosu”, „Strumienia” i „Gazety Warszawskiej”. W pierwszych miesiącach 1900 zredagował pierwsze sześć numerów tygodnika „Strumień” we współpracy z jego założycielem Wacławem Gąsiorowskim, po czym opuścił redakcję i w marcu odciął się od pisma w liście opublikowanym wraz z Zdzisławem Dębickim, Wacławem Nałkowskim i Gustawem Daniłowskim w „Głosie”. W ocenie Kazimierza Wyki jego artykuł Rak („Strumień”, 1900) był manifestem zwrotu drugiego pokolenia młodopolskiego od Schopenhauera ku Nietzschemu. 
Według niepotwierdzonych informacji syna, również Stanisława, był jako członek Polskiej Partii Socjalistycznej uczestnikiem konferencji partyjnych w Londynie w latach 1902–1904, a następnie przez kilka miesięcy więźniem Cytadeli Warszawskiej za udział w rewolucji 1905 roku, co miało wpłynąć na jego przekonania. W rzeczywistości jednak znajdował się już od kilku lat pod wpływem Nietzschego.
W czasie I wojny światowej znalazł się w Kijowie, gdzie współpracował z teatrem Studyo Stanisławy Wysockiej. Był sekretarzem „Sokoła”, działał w harcerstwie. Wszedł do kierowanej przez Zygmunta Wasilewskiego redakcji pisma „Przegląd Polski”, które ukazywało się w Kijowie w okresie okupacji niemieckiej od lutego do października 1918 jako organ Polskiego Komitetu Wykonawczego na Rusi. Antyniemiecki artykuł Pieńkowskiego Naród świnia miał spowodować czasowe zawieszenie pisma.
Po wojnie w 1918 powrócił do Warszawy, gdzie jako krytyk teatralny współpracował z prasą Narodowej Demokracji, m.in. z „Gazetą Poranną”, „Rzecząpospolitą”, „Słowem Polskim”, „Myślą Narodową” i „Gazetą Warszawską”.
W kwietniu 1922 zawarł małżeństwo z poznaną w Kijowie malarką i aktorką teatralną Eugenią z Jakubowskich (1890–1965), z którą miał córkę Wandę (ur. 1919).
W toku powstania warszawskiego ewakuował się z miasta zabierając swoje rękopisy.

## Poglądy
Według Artura Hutnikiewicza w latach 90. XIX w. Pieńkowski deklarował się jako socjalista i ateista. Jego związki z ruchem socjalistycznym były typowe dla inteligencji zaboru rosyjskiego. Wkrótce jednak przeszedł na pozycje konserwatywne, a następnie nacjonalistyczne, a w sferze religijnej zaczął propagować wedyzm.
Około 1898 stał się zagorzałym zwolennikiem Friedricha Nietzschego zarówno na płaszczyźnie ideowej, jak i w dziedzinie estetyki, stosując zaproponowane przez filozofa kryteria we własnej krytyce literackiej. Według Tomasza Weissa swoje poglądy estetyczne zawdzięczał także Jeanowi-Marie Guyau. Głosił kult życia, podmiotowości, siły i odwagi aż do bezwzględności i egoizmu, krytykował realizm jako przejaw nowoczesnej cywilizacji masowej i skrycie dekadenckiej słabości, sympatyzując natomiast z jawnie okazywanym dekadentyzmem. Kreślił konflikt między „rasowymi” „ludźmi Patosu” a „pospolitymi” „ludźmi Chaosu”. W opinii Tomasza Weissa i Marii Podrazy-Kwiatkowskiej przejął „najbardziej brutalne” lub „przede wszystkim negatywne” aspekty myśli Nietzschego; Weiss uznaje jego poglądy za protofaszystowskie. W jego tezach o upadku duchowym nowoczesności wyraźne są echa tzw. rozpaczy kulturowej konserwatystów niemieckich. 
Około 1910 Pieńkowski zaczął utożsamiać motłoch z Żydami i przejawiać zaciekły antysemityzm. Jako nacjonalista ustosunkował się zarazem negatywnie do wartości chrześcijańskich. W 1910 toczył z Wincentym Lutosławskim, innym zwolennikiem myśli wschodniej, spór o „człowieka rasowego”. Po 1912 stał się obok Ignacego Okszy-Grabowskiego na łamach „Gazety Warszawskiej” i „Gazety Porannej 2 Grosze” czołowym eksponentem rasistowskiego poglądu na rzeczywistość społeczną. W komentarzu do wydania Hymnów Rigwedy przez Stanisława Franciszka Michalskiego w 1913 przeciwstawił „ducha aryjskiego”, którego utożsamiał z wolnością, dumą i szlachetnością, a także z odrębnością rasową każdego narodu, opartemu na „międzynarodowości” „duchowi semicko-chrześcijańskiemu”. Krytykował wpływ Kościoła katolickiego na rodzinę i państwo. Skamandryci dopatrywali się źródła jego poglądów religijnych we wpływie Houstona Stewarta Chamberlaina, a Jan Mosdorf wiązał go z Mathilde Ludendorff. Pieńkowski głosił antyniemieckie tezy w nietzscheańskiej formie. W 1910 w felietonie dla „Gazety Warszawskiej” określił „sumienie chrześcijańskie” „zatrutym darem krzyżackim”. W 1936 przestrzegał na łamach „Myśli Narodowej” przed „wielkim najazdem zbrojnym” ze strony Niemiec jako zagrożeniem dla Polski i dla „biologicznej przyszłości rodu ludzkiego”.
W latach międzywojennych podtrzymywał ataki na dekadencję współczesnego świata, zapowiadając odrodzenie ludzkości inspirowane wschodnią myślą lub powrotem do uprawy ziemi.
Był postrachem ludzi teatru i literatury. W swych agresywnych wystąpieniach napastliwie i brutalnie zwalczał eksperymenty w ówczesnej prozie i poezji, najostrzej atakował skamandrytów. Szczególnie ostro zwalczał udział Żydów w życiu kulturalnym i gospodarczym Polski, a jego teksty na ten temat mają charakter antysemicki. Na tle tej działalności Jarosław Iwaszkiewicz miał go spoliczkować w 1925, a Julian Tuwim w 1948, już po śmierci Pieńkowskiego, nazwał go „polskim norymberczykiem, rodzonym bratem powieszonego Streichera, wrogiem chrześcijaństwa i mitomanem aryjskim”. 

## Twórczość
W latach 1912–1913 przygotował pierwszy tom pracy Teoria sztuki, którego wydaniu nakładem Kasy im. Józefa Mianowskiego przeszkodził wybuch I wojny światowej. W 1942 ukończył traktat Naprawa pisowni polskiej wymierzony przeciw planom reformy ortografii z okresu II RP (zapewne związanym z reformą z 1936). Oba dzieła przetrwały w rękopisie w zbiorach rodziny.
W okresie I wojny światowej publikował w prasie polskiej w Kijowie własne trawestacje hymnów Rigwedy, którym starał się nadać charakter prasłowiański. Ich zbiór zachował się w maszynopisie w jego spuściźnie w Bibliotece Jagiellońskiej.
Przetłumaczył Chanson d'automne Paula Verlaine'a jako Jesień w 1898. Był autorem trzech oddzielnie wydanych publikacji publicystycznych: W ogniu walki, Zdanie Warszawy, O pochodzie na Wawel, część swoich szkiców i artykułów krytycznych wydał w tomie Maski życia.
Znaczna część jego prac, w tym wybór wierszy i przekładów poetyckich, pozostała niewydana, co było powodem docinków ze strony Adolfa Nowaczyńskiego. Publicystyka antysemicka Pieńkowskiego, obejmująca paszkwile i pamflety, zyskała mu porównanie z Louisem-Ferdinandem Célinem. Czesław Miłosz dostrzegał w jego przywiązaniu do formalnego rytmu w poezji „grunt pod społeczne programy”.